# 클라렌스는 엉뚱해!의 에피소드 목록
《클라렌스는 엉뚱해!》는 카툰 네트워크의 스카일러 페이지가 기획한 미국의 텔레비전 애니메이션이다. 《어드벤처 타임》의 스토리보드 작가이자 《Secret Mountain Fort Awesome》의 스토리보드 편집자로 카툰 네트워크에서 근무했던 스카일러 페이지는 이 시리즈를 개발하기 위해 2012년 카툰 네트워크 스튜디오에서 단편을 제작하였다. 이 작품은 낙관적인 사고를 지닌 어린 소년 클라렌스의 이야기를 다루고 있다. 2014년 2월 17일 카툰 네트워크에서 개최하여 방송된 홀 오브 게임 시상식(Hall of Game Awards)을 통해 이 작품의 파일럿이 공개되었고, TV-PG 등급을 받았다.

## 시리즈 개요
| 시즌 | 시즌   | 회수   | 방송 날짜                                           | 방송 날짜                                           |
| 시즌 | 시즌   | 회수   | 시즌 시작                                           | 시즌 종료                                           |
| ---- | ------ | ------ | --------------------------------------------------- | --------------------------------------------------- |
|      | 파일럿 | 파일럿 | 2013년 7월 27일 (온라인) 2014년 2월 17일 (텔레비전) | 2013년 7월 27일 (온라인) 2014년 2월 17일 (텔레비전) |
|      | 1      | 51     | 2014년 4월 14일                                     | 2015년 10월 27일                                    |
|      | 2      | 39     | 2016년 1월 18일                                     | 2017년 2월 3일                                      |
|      | 3      | 40     | 2017년 2월 10일                                     | 2018년 6월 24일                                     |

## 에피소드

### 파일럿
| 제목 | 감독                                                             | 각본 및 스토리보드 | 본 공개 날짜                                        | 미국 시청자 수 (100만) |
| --- | ---------------------------------------------------------------- | ------------------ | --------------------------------------------------- | ---------------------- |
| "파일럿" "Pilot" | 필 린다(크리에이티브), 슈 몬트(미술), 로버트 알바레즈(시간 조절) | 스카일러 페이지    | 2013년 7월 27일 (온라인) 2014년 2월 17일 (텔레비전) | 1.06                   |
| 클라렌스는 학급 친구들에게 홈 파티 초대장을 나눠주지만, 스모와 제프만 방문한다. 클라렌스와 스모가 제프를 놀래키려 하는 동안 집안이 엉망진창이 된다. |                                                                  |                    |                                                     |                        |

### 시즌 1
| 번호 | 제목                                               | 작가                                                                            | 스토리보드                                                  | 본 방송 날짜     | 대한민국 방송 날짜 | 미국 시청자 수 (100만) |
| --- | -------------------------------------------------- | ------------------------------------------------------------------------------- | ----------------------------------------------------------- | ---------------- | ------------------ | ---------------------- |
| 1 | "재미 팡팡 던전 대결" "Fun Dungeon Face Off"       | 스카일러 페이지, 패트릭 하핀                                                    | 넬슨 볼스, 스카일러 페이지                                  | 2014년 4월 14일  | 2015년 2월 6일     | 2.26                   |
| 햄버거 가게에 온 클라렌스 가족과 그의 친구들. 거기서 클라렌스와 스모에게 감자 튀김을 뺏긴 제프는 되찾기 위해 결벽증을 극복하려 한다. |                                                    |                                                                                 |                                                             |                  |                    |                        |
| 2 | "소녀와 모험을" "Pretty Great Day with a Girl"     | 스카일러 페이지, 패트릭 하핀                                                    | 넬슨 볼스, 스카일러 페이지                                  | 2014년 4월 14일  | 2015년 2월 6일     | 2.26                   |
| 클라렌스와 그의 새 친구인 에이미 길리스는 괴물 크기만 한 바위를 찾으러 가던 중 솔방울 싸움에 휘말린다. |                                                    |                                                                                 |                                                             |                  |                    |                        |
| 3 | "게임의 마법사" "Money Broom Wizard"               | 스카일러 페이지, 패트릭 하핀                                                    | 스카일러 페이지                                             | 2014년 4월 21일  | 2015년 2월 6일     | 2.37                   |
| 동네 오락실에 온 클라렌스와 제프, 스모는 각자 1달러 만을 가지고 보람차게 놀 수 있는 방법을 생각한다. |                                                    |                                                                                 |                                                             |                  |                    |                        |
| 4 | "마트를 즐기는 법" "Lost in the Supermarket"       | 스카일러 페이지, 패트릭 하핀                                                    | 데릭 에바닉, 다이애나 라프야티스                            | 2014년 4월 21일  | 2015년 2월 6일     | 2.37                   |
| 마트에서 길을 잃은 클라렌스는 마트 곳곳을 돌아다니며 장난을 친다. |                                                    |                                                                                 |                                                             |                  |                    |                        |
| 5 | "클라렌스 달러" "Clarence's Millions"              | 스카일러 페이지, 패트릭 하핀                                                    | 데릭 에바닉, 다이애나 라프야티스                            | 2014년 4월 28일  | 2015년 2월 13일    | 2.10                   |
| 교내 학급 학생들의 행실을 바로잡기 위해 학생 개별점수 부여 차원에서 베이커 선생님이 만든 친구 레벨에 진저리가 난 클라렌스는 자신이 만든 화폐인 클라렌스 달러를 배포한다. |                                                    |                                                                                 |                                                             |                  |                    |                        |
| 6 | "클라렌스의 여자친구" "Clarence Gets a Girlfriend" | 스카일러 페이지, 패트릭 하핀                                                    | 에릭 존스, 케이티 미트로프                                  | 2014년 5월 5일   | 2015년 2월 13일    | 1.92                   |
| 에슐리와의 첫 데이트를 앞둔 클라렌스는 멋진 신사로 보이기 위해 노력한다. |                                                    |                                                                                 |                                                             |                  |                    |                        |
| 7 | "제프의 새 장난감" "Jeff's New Toy"                | 스펜서 로스벨 스카일러 페이지, 마크 뱅커, 스펜서 로스벨 (스토리)                | 데릭 에바닉, 다이애나 라프야티스                            | 2014년 5월 12일  | 2015년 2월 13일    | 정보 없음              |
| 새로 산 장난감을 자랑하고 싶어서 새벽부터 친구들을 깨운 제프. 클라렌스와 스모는 장난감을 갖고 놀 생각에 한껏 들뜨지만 제프는 고이 선반에 모셔 장식을 할 거라 말한다. 그래도 장난감을 포기 못 한 클라렌스는 제프 몰래 장난감을 갖고 놀다 결국 사고를 치고 마는데…                          |                                                    |                                                                                 |                                                             |                  |                    |                        |
| 8 | "디너 파티" "Dinner Party"                         | 스카일러 페이지, 패트릭 하핀                                                    | 데릭 에바닉, 다이애나 라프야티스                            | 2014년 6월 12일  | 2015년 2월 13일    | 정보 없음              |
| 브린네 집에 파티 초대를 받은 클라렌스 가족. 클라렌스와 친구들은 그 집에 무슨 비밀이 숨겨져 있을지 기대하며 탐사에 나선다. 그런데 이상하게 다락방만은 보지 못 하게 하는 브린의 엄마. 고상한 척하며 집 리모델링 얘기에 열을 올리는 호스트 부부에게 질린 채드는 아이들과 합세해 다락방       |                                                    |                                                                                 |                                                             |                  |                    |                        |
| 9 | "뿡뿡이" "Honk"                                    | 마크 뱅커                                                                       | 니키 양, 스티븐 P. 니어리                                   | 2014년 6월 19일  | 2015년 2월 27일    | 정보 없음              |
| 제프의 조언에 따라 클라렌스는 에어 혼을 가지고 친구들과의 의사소통 능력을 향상하려 한다. |                                                    |                                                                                 |                                                             |                  |                    |                        |
| 10 | "지폐 사냥" "Dollar Hunt"                          | 마크 뱅커                                                                       | 브렛 바론, 찰리 개빈                                        | 2014년 6월 26일  | 2015년 2월 27일    | 정보 없음              |
| 클라렌스는 지폐 사냥을 통해 새 친구를 만들어보려 노력한다. |                                                    |                                                                                 |                                                             |                  |                    |                        |
| 11 | "동물원" "Zoo"                                     | 스펜서 로스벨                                                                   | 데릭 에바닉, 다이애나 라프야티스                            | 2014년 7월 3일   | 2015년 2월 27일    | 1.84                   |
| 클라렌스와 벨슨이 짝이 되어 동물원 현장 학습을 하다가 돌고래를 찾으러 다닌다. |                                                    |                                                                                 |                                                             |                  |                    |                        |
| 12 | "새벽형 인간" "Rise 'n' Shine"                     | 마크 뱅커                                                                       | 니키 양, 스티븐 P. 니어리                                   | 2014년 7월 10일  | 2014년 2월 27일    | 정보 없음              |
| 클라렌스는 이른 아침에 일어나 여러 활동을 하다가 뒤뜰에서 퓨마와 맞닥뜨린다. |                                                    |                                                                                 |                                                             |                  |                    |                        |
| 13 | "이 집의 주인은 나야" "Man of the House"           | 마크 뱅커                                                                       | 브렛 바론, 찰리 개빈                                        | 2014년 7월 17일  | 2015년 3월 6일     | 정보 없음              |
| 메리와 채드가 외출한 사이 클라렌스는 제프, 스모와 함께 집에 남겨진다. |                                                    |                                                                                 |                                                             |                  |                    |                        |
| 14 | "진흙 눈" "Puddle Eyes"                            | 스펜서 로스벨                                                                   | 데릭 에바닉, 다이애나 라프야티스                            | 2014년 7월 24일  | 2015년 3월 6일     | 1.95                   |
| 학교 쉬는 시간, 클라렌스가 자다 깨면서 눈에 진흙이 붙어 시야가 보이지 않는 자신을 장님이라 착각한다. |                                                    |                                                                                 |                                                             |                  |                    |                        |
| 15 | "꿈의 배" "Dream Boat"                             | 마크 뱅커                                                                       | 스티븐 P. 니어리, 타일러 첸                                 | 2014년 7월 31일  | 2015년 3월 6일     | 정보 없음              |
| 교감 선생님이 낸 숙제에서 영감을 얻은 스모가 배를 만드는 데 전념한다. |                                                    |                                                                                 |                                                             |                  |                    |                        |
| 16 | "파자마 파티" "Slumber Party"                      | 스펜서 로스벨                                                                   | 니키 양, 스티븐 P. 니어리                                   | 2014년 8월 7일   | 2015년 3월 6일     | 1.65                   |
| 클라렌스는 제프와 스모를 두고 킴비의 파자마파티에 뜻하지 않게 초대된다. |                                                    |                                                                                 |                                                             |                  |                    |                        |
| 17 | "타잔 클라렌스" "Nature Clarence"                  | 스펜서 로스벨                                                                   | 브렛 바론, 찰리 개빈                                        | 2014년 8월 14일  | 2015년 3월 13일    | 1.75                   |
| 클라렌스와 제프, 스모, 퍼시는 조쉬와 함께 전설 속의 온천지를 찾으러 도보여행을 떠난다. |                                                    |                                                                                 |                                                             |                  |                    |                        |
| 18 | "평균 제프" "Average Jeff"                         | 스펜서 로스벨                                                                   | 데릭 에바닉, 다이애나 라프야티스                            | 2014년 10월 2일  | 2015년 3월 13일    | 1.82                   |
| 지능 지수 검사 결과지를 받고 하급 반으로 떨어진 제프는 화가 난다. |                                                    |                                                                                 |                                                             |                  |                    |                        |
| 19 | "램프의 요정 도마뱀" "Lizard Day Afternoon"        | 마크 뱅커                                                                       | 브렛 바론, 카일러 스피어스                                  | 2014년 10월 9일  | 2015년 3월 13일    | 1.80                   |
| 제프가 벨슨의 가상현실 게임기를 사용하기 위해 안간힘을 쓰는 동안 클라렌스와 스모는 거리에서 도마뱀을 쫓아다닌다. |                                                    |                                                                                 |                                                             |                  |                    |                        |
| 20 | "잊혀진 자들" "The Forgotten"                      | 마크 뱅커                                                                       | 니키 양, 스티븐 P. 니어리                                   | 2014년 10월 16일 | 2015년 3월 13일    | 2.29                   |
| 하교길. 다른 친구들은 모두 집으로 돌아갔는데 클라렌스와 브래디는 데리러 오는 사람이 없어 둘만 학교에 남는다. 브래디는 부모님에게도 존재감이 없는 자신의 신세를 한탄하지만, 클라렌스는 아무렇지도 않게 집까지 걸어가자 말한다. 여행이라면서. 그런데 집에 가는 건지, 모험을 하는 건지 자    |                                                    |                                                                                 |                                                             |                  |                    |                        |
| 21 | "베이커 선생님의 외출" "Neighborhood Grill"        | 스펜서 로스벨                                                                   | 데릭 에바닉, 다이애나 라프야티스                            | 2014년 10월 23일 | 2015년 3월 20일    | 1.47                   |
| 가족들과 식사를 하러 갔던 레스토랑에서 우연히 베이커 선생님을 만난 클라렌스. 학교에서 나오지 않는 줄 알았던 선생님을 밖에서 만나자 충격에 빠진 클라렌스는 선생님 테이블로 옮겨 곤란한 질문들을 하기 시작한다. 소개팅을 하러 나왔던 베이커는 황당한 소개팅남에 클라렌스까지 만나며 연신 한 |                                                    |                                                                                 |                                                             |                  |                    |                        |
| 22 | "벨슨의 공포 체험" "Belson's Sleepover"            | 패트릭 하핀                                                                     | 데릭 에바닉, 찰리 개빈, 다이애나 라프야티스, 이안 와슬룩    | 2014년 10월 30일 | 2015년 3월 20일    | 1.56                   |
| 벨슨은 밤새도록 장난에 당하지 않고 살아남은 사람에게 신상 게임기를 선물로 준다며 친구들을 집으로 초대한다. 아이들은 벨슨이 조성하는 공포 분위기를 견디고, 언제 장난을 당할지 모르는 불안함 속에서도 게임기를 갖기 위해 뜬눈으로 밤을 지샌다. 아이들의 조심성에 당황한 벨슨은 좀 더 강력   |                                                    |                                                                                 |                                                             |                  |                    |                        |
| 23 | "혐오 주의" "Too Gross for Comfort"                | 마크 뱅커                                                                       | 스티븐 P. 니어리, 타일러 첸                                 | 2014년 11월 6일  | 2015년 3월 20일    | 1.63                   |
| 클라렌스는 남자아이들의 아지트에 온 첼시를 환영하지만, 이를 못마땅하게 여긴 스모와 에밀로, 더스틴은 첼시를 쫓아내기 위해 혐오스러운 이야깃거리 대결을 한다. 막바지에 스모와 첼시는 친구들 앞에서 키스를 하고, 오직 클라렌스만 그 모습에 만족스러워한다.                                   |                                                    |                                                                                 |                                                             |                  |                    |                        |
| 24 | "첫만남" "Pilot Expansion"                         | 스카일러 페이지, 마크 뱅커                                                      | 스카일러 페이지, 레이미 무스키스, 스티븐 P. 니어리, 니키 양 | 2014년 11월 13일 | 2015년 3월 20일    | 1.73                   |
| 오랜 세월이 지나고 늙은 클라렌스와 제프, 스모는 그들이 처음 만났던 날을 회상한다. (곡 〈Hit the Pinata〉가 새로 추가된 파일럿 에피소드가 포함되었다.) |                                                    |                                                                                 |                                                             |                  |                    |                        |
| 25 | "너무 먼 사탕" "Patients"                          | 마크 뱅커                                                                       | 스티븐 P. 니어리, 니키 양                                   | 2014년 11월 20일 | 2015년 3월 27일    | 1.86                   |
| 엄마를 따라 병원에 간 클라렌스는 접수대 앞에 놓인 사탕통을 보고 마음을 빼앗긴다. 하지만 얌전히 굴면 진료가 끝나고 나갈 때 사탕을 먹게 해 주겠다는 엄마의 말에 이러지도 저러지도 못 하고 몸만 배배 꼴 뿐이다. 클라렌스는 어떻게든 시간을 보내기 위해 온갖 방법을 쥐어짜낸다.               |                                                    |                                                                                 |                                                             |                  |                    |                        |
| 26 | "꼬꼬보이 초등학교" "Rough Riders Elementary"      | 스펜서 로스벨                                                                   | 브렛 바론, 제우스 서바스                                    | 2014년 12월 1일  | 2015년 3월 27일    | 1.46                   |
| 클라렌스는 꼬꼬보이 치킨이 학교와 손을 잡게 됐다는 것을 알고 기뻐한다. 여기에 마성의 신상 소스까지 소개되자 학생들은 물론 선생님들의 환영도 크다. 그런데 소스에 중독된 학생과 교사들은 점점 꼬꼬보이의 노예가 돼 가고, 이 소스를 싫어한 클라렌스만 온전히 살아남는데…                     |                                                    |                                                                                 |                                                             |                  |                    |                        |
| 27 | "사업 구상" "Nothing Ventured"                     | 마크 뱅커                                                                       | 커트 뒤마, 앤서니 마조타                                    | 2014년 12월 2일  | 2015년 6월 10일    | 1.40                   |
| 멜과 채드는 함께 대단한 사업 구상을 하다가 클라렌스와 스모에게 돈을 벌면 이 사업에 투자를 하라고 말한다. 이에 클라렌스와 스모는 돈을 벌기 위해 머리를 굴리다가 귀뚜라미 소리가 자장가와 비슷하다는데 착안, 귀뚜라미 사업을 시작하기로 마음 먹는다.                                        |                                                    |                                                                                 |                                                             |                  |                    |                        |
| 28 | "병문안의 정석" "Bedside Manners"                  | 마크 뱅커                                                                       | 브렛 바론, 카일러 스피어스                                  | 2014년 12월 3일  | 2015년 6월 11일    | 1.41                   |
| 큰 부상을 입고 병원에 입원한 벨슨을 문병 간 클라렌스. 벨슨을 위해 파티를 열어주겠다며 엄청나게 큰 샌드위치도 챙기고 준비를 단단히 한다. 그런데 온 몸에 깁스를 한 벨슨은 클라렌스의 존재를 무척 귀찮아한다.                                                                                |                                                    |                                                                                 |                                                             |                  |                    |                        |
| 29 | "제프의 우승" "Jeff Wins"                          | 스펜서 로스벨                                                                   | 브렛 바론, 카일러 스피어스                                  | 2014년 12월 4일  | 2015년 6월 17일    | 1.55                   |
| 요리 대회에 나가려다 무서워 망설이는 제프에게 클라렌스가 해결사로 나타난다. 클라렌스는 요리는 숙제가 아니고 즐거운 것이라며 즐기며 요리하는 법을 알려준다. 그리고 가까스로 도착한 대회 현장. 제프는 다시 속이 울렁거리기 시작하고…                                                        |                                                    |                                                                                 |                                                             |                  |                    |                        |
| 30 | "정학" "Suspended"                                 | 스펜서 로스벨                                                                   | 스티븐 P. 니어리, 니키 양                                   | 2015년 4월 6일   | 2015년 6월 24일    | 1.49                   |
| 학교에서 사고를 치고 결국 정학 처분을 받은 스모와 클라렌스. 학교 안에서는 배우지 못 하는 것들을 학교 밖에서 마음껏 배우고 급기야는 삶의 진리까지 터득한다. 학교에서는 갑자기 보일러실에 문제가 생겨 학생들이 모두 대피하는 상황이 발생. 이때 클라렌스와 스모의 활약이 펼쳐지는데…         |                                                    |                                                                                 |                                                             |                  |                    |                        |
| 31 | "거북이 모자" "Turtle Hats"                        | 케이티 크라운 스펜서 로스벨, 케이티 크라운 (스토리)                             | 브렛 바론, 카일러 스피어스                                  | 2015년 4월 7일   | 2015년 7월 1일     | 1.44                   |
| 베이커는 실수로 아이들에게 ‘거북이 모자’라는 숙제를 내고, 베이커의 의도를 알 수 없는 아이들은 주말 내내 숙제를 해결하기 위해 머리를 싸맨다. |                                                    |                                                                                 |                                                             |                  |                    |                        |
| 32 | "거위는 집요해" "Goose Chase"                      | 케이티 크라운 스펜서 로스벨, 케이티 크라운 (스토리)                             | 커트 뒤마, 앤서니 마조타                                    | 2015년 4월 8일   | 2015년 7월 2일     | 1.53                   |
| 공원에서 놀다가 배가 고파 샌드위치를 꺼내든 클라렌스 주위로 새들이 하나둘씩 모여든다. 그리고 그 사이에 끼어있는 범상치 않은 포스의 거위 한 마리. 샌드위치가 다 떨어진 후에도 클라렌스 주위를 맴돌며 오싹한 분위기를 풍긴다.                                                               |                                                    |                                                                                 |                                                             |                  |                    |                        |
| 33 | "금붕어를 구하라" "Goldfish Follies"               | 스펜서 로스벨 스카일러 페이지, 마크 뱅커 (스토리)                               | 스티븐 P. 니어리, 니키 양                                   | 2015년 4월 9일   | 2015년 7월 1일     | 1.90                   |
| 공짜 금붕어를 얻어 집으러 돌아가던 중에 금붕어가 들어있던 붕지가 터져버린다. 클라렌스는 금붕어를 살리기 위해 자기 입 속을 어항으로 만든 후 급히 집으로 향한다. 그런데 집으로 향하는 길에 여러 가지 장애물이 기다리고 있었으니…                                                            |                                                    |                                                                                 |                                                             |                  |                    |                        |
| 34 | "굴뚝" "Chimney"                                   | 케이티 크라운 스펜서 로스벨, 케이티 크라운 (스토리)                             | 브렛 바론, 카일러 스피어스                                  | 2015년 4월 10일  | 2015년 7월 2일     | 1.37                   |
| 숲에서 놀다가 커다랗고 순한 개를 만난 클라렌스와 제프, 스모. 개 주인을 찾아 보려고 하지만 실패하자 셋이 함께 개를 키우기로 하고 굴뚝이라는 이름을 붙인다. |                                                    |                                                                                 |                                                             |                  |                    |                        |
| 35 | "달걀의 저주" "Straight Illin"                     | 스펜서 로스벨 스카일러 페이지, 마크 뱅커, 스펜서 로스벨, 케이티 크라운 (스토리) | 스티븐 P. 니어리, 니키 양                                   | 2015년 4월 16일  | 2015년 7월 8일     | 1.40                   |
| 클라렌스를 좋아하는 아이들을 보고 심통이 난 벨슨은 클라렌스에게 삶은 달걀 500개를 먹어 치워 보라고 도전장을 던진다. 그런데 클라렌스는 정말로 달걀 500개를 먹어치우고, 그때부터 급격히 몸 상태가 나빠지기 시작하는데…                                                                      |                                                    |                                                                                 |                                                             |                  |                    |                        |
| 36 | "청소 친구" "Dust Buddies"                         | 케이티 크라운 스카일러 페이지, 마크 뱅커, 스펜서 로스벨, 케이티 크라운 (스토리) | 커트 뒤마, 앤서니 마조타                                    | 2015년 4월 23일  | 2015년 7월 9일     | 1.43                   |
| 신시아는 벨슨이 자꾸 자신을 무시하자 일부러 벨슨에게 집안일을 시키며 훈육을 하려고 한다. 벨슨이 부른 가정부까지도 클라렌스의 집으로 보내면서. 메리는 난데없이 가정부를 맞게 되자 당황한 나머지 가정부도 손님이라며 클라렌스와 함께 집 청소를 하기 시작한다.                               |                                                    |                                                                                 |                                                             |                  |                    |                        |
| 37 | "허리케인 딜리스" "Hurricane Dilliss"              | 스펜서 로스벨 마크 뱅커, 스펜서 로스벨, 케이티 크라운 (스토리)                  | 커트 뒤마, 앤터니 마조타                                    | 2015년 4월 30일  | 2015년 11월 4일    | 1.10                   |
| 평화롭던 클라렌스의 집에 들이닥친 어둠의 그림자. 메리의 엄마인 딜리스가 에고도 없이 집에 방문한다. 딸과 손자가 보고 싶었다면서. 그런데 어째 메리는 반기는 표정이 아니다. 그리고 그야말로 폭풍 같은 밤이 시작된든데…                                                                       |                                                    |                                                                                 |                                                             |                  |                    |                        |
| 38 | "돼지 잡는 토요일" "Hoofin' It"                    | 케이티 크라운 스카일러 페이지, 스펜서 로스벨, 케이티 크라운 (스토리)            | 커트 뒤마, 앤터니 마조타                                    | 2015년 5월 7일   | 2015년 11월 5일    | 1.63                   |
| 돼지를 맨손으로 잡는 행사는 에버데일의 연례 행사. 클라렌스는 이 행사에 나오는 버터스카치라는 돼지가 불쌍하다며 통곡한다. 버터스카치를 구할 수 있는 방법을 생각하던 클라렌스는 돼지와 자신의 입장을 바꿔서 사람들을 속이기로 결심한다.                                                     |                                                    |                                                                                 |                                                             |                  |                    |                        |
| 39 | "벌은 파티" "Detention"                            | 토니 인판테                                                                     | 니키 양, 스티븐 P. 니어리                                   | 2015년 5월 14일  | 2015년 11월 12일   | 1.25                   |
| 수업 시간에 말썽을 부려 근신 처벌을 받게 된 클라렌스. 그런데 벨슨은 리스 선생님한테 도넛을 먹이면 선생님이 벌 받는 시간 내내 곯아떨어져 편하게 놀 수 있다는 팁을 알려준다. 선생님이 잠들자 벌 받는 시간은 꿀잼으로 변하고, 클라렌스는 앞으로 매일 벌을 받기로 하는데…                     |                                                    |                                                                                 |                                                             |                  |                    |                        |
| 40 | "털라렌스" "Hairence"                              | 스펜서 로스벨 스카일러 페이지, 스펜서 로스벨, 찰리 개빈 (스토리)                | 카일러 스피어스, 브렛 바론                                  | 2015년 5월 21일  | 2015년 11월 18일   | 1.46                   |
| 방학을 맞아 엄마 일을 돕게 된 클라렌스. 메리의 미용실에서 빗자루질 하는 임무를 부여받고 사명감에 넘쳐 일을 한다. 그런데 모든 미용실 직원들의 적수 샌디의 등장으로 클라렌스의 일에도 비상이 걸린다.                                                                                        |                                                    |                                                                                 |                                                             |                  |                    |                        |
| 41 | "꼬마 친구" "Lil' Buddy"                           | 스펜서 로스벨 스카일러 페이지, 스펜서 로스벨, 케이티 크라운 (스토리)            | 니키 양, 스티븐 P. 니어리                                   | 2015년 7월 20일  | 2015년 11월 19일   | 1.42                   |
| 클라렌스는 자신이 아끼는 인형 ‘꼬마 친구’가 친구들과 친하게 만들어 주려고 하다가 사소한 오해로 쉬는 시간에 놀지 못 하는 벌을 받는다. 혼자만 놀지 못 하는 것이 불공평하다고 느낀 클라렌스는 홧김에 던져 망가진 꼬마 친구를 땅에 묻고, 그때부터 무서울 정도로 반항을 하기 시작한다.         |                                                    |                                                                                 |                                                             |                  |                    |                        |
| 42 | "찰머스 산티아고" "Chalmers Santiago"              | 스펜서 로스벨 넬슨 볼스, 스펜서 로스벨, 토니 인판테 (스토리)                    | 카일러 스피어스, 브렛 바론                                  | 2015년 7월 21일  | 2015년 11월 26일   | 1.56                   |
| 무료한 일요일을 보내던 클라렌스는 맞은편 집에 우편물을 전해주고 오라는 엄마의 말을 듣고 문든 이웃집에 사는 사람에 대해 궁금해진다. 여러 가지 방법을 동원해 그를 밖으로 유인해 보려고 하지만 생각처럼 풀리지 않자, 클라렌스는 결국 그 집에 직접 들어가 보기로 하는데…                      |                                                    |                                                                                 |                                                             |                  |                    |                        |
| 43 | "잠의 경계로" "Tuckered Boys"                      | 존 베일리 오웬                                                                  | 데이비드 오크스, 헨리 유                                    | 2015년 7월 22일  | 2015년 12월 10일   | 1.36                   |
| 새벽 4시 경부터 시작되는 별똥별 쇼를 보기 위해 준비하던 제프는 클라렌스, 스모의 꼬임에 넘어가 밤을 새기로 한다. 그런데 시간이 지날수록 피로가 몰려오고, 정신이 몽롱해지더니 신비로운 것들이 세상을 채우기 시작한다. 과연 별똥별 쇼를 무사히 볼 수 있을까?                                 |                                                    |                                                                                 |                                                             |                  |                    |                        |
| 44 | "워터 파크" "Water Park"                           | 토니 인판테 넬슨 볼스, 스펜서 로스벨, 토니 인판테 (스토리)                      | 커트 뒤마, 앤터니 마조타                                    | 2015년 7월 23일  | 2015년 12월 2일    | 1.59                   |
| 워터 파크에 놀러간 클라렌스와 친구들. 워터파크에 재개장한 위험천만 슬라이드를 타야겠다는 클라렌스와 스모에게 이끌려 줄을 선 제프는, 머릿속에 떠다니는 온갖 걱정을 잠재워 보려 하지만 생각처럼 쉽지 않다. 그러는 사이 제프의 순서는 점점 다가오고…                                         |                                                    |                                                                                 |                                                             |                  |                    |                        |
| 45 | "액션 채드여, 나타나라" "Where the Wild Chads Are" | 스펜서 로스벨 넬슨 볼스, 스펜서 로스벨, 토니 인판테 (스토리)                    | 니키 양, 스티븐 P. 니어리                                   | 2015년 7월 24일  | 2015년 12월 3일    | 1.19                   |
| 채드와 단둘이 캠핑장에 간 클라렌스. 기대와 달리 야생의 모습을 드러내지 않고 문명을 즐기는 채드에게 실망한 클라렌스는 채드가 잠든 틈을 다 가져온 식량과 옷을 모두 계곡에 버리고 채드의 야성적인 모습 끌어내기에 돌입한다.                                                                  |                                                    |                                                                                 |                                                             |                  |                    |                        |
| 46 | "브린의 활약" "Breehn Ho!"                         | 토니 인판테 넬슨 볼스, 스펜서 로스벨, 토니 인판테 (스토리)                      | 니키 양, 스티븐 P. 니어리                                   | 2015년 8월 6일   | 2015년 12월 9일    | 1.46                   |
| 해적 게임을 하기로 한 클라렌스, 제프. 스모는 우연한 기회에 브린을 합류시킨다. 늘 셋이서만 하던 게임이라 브린은 어쩔 수 없이 불청객이 되고 만다. 하지만 그것도 잠시. 브린은 예상치 못한 활약으로 다른 세 친구들의 영웅이 된다.                                                             |                                                    |                                                                                 |                                                             |                  |                    |                        |
| 47 | "볼링과 피자와 생일" "The Big Petey Pizza Problem" | 존 베일리 오웬 넬슨 볼스, 스펜서 로스벨, 토니 인판테 (스토리)                   | 티파니 포드, 미셸 신                                        | 2015년 8월 13일  | 2016년 2월 10일    | 1.38                   |
| 볼링장에서 피자를 먹으며 생일파티를 하는 제프. 파티에 늦은 클라렌스와 스모가 피자를 못 먹어 힘들어하고 다른 친구들은 제프의 꽉 막힌 진행에 힘들어할 때쯤, 한쪽에서 생일파티를 하고 있던 길벤 무리가 나타나면서 제프의 파티는 엉망이 되기 시작한다.                                        |                                                    |                                                                                 |                                                             |                  |                    |                        |
| 48 | "우리 헤어져!" "The Break Up"                      | 토니 인판테 넬슨 볼스, 스펜서 로스벨, 토니 인판테 (스토리)                      | 카일러 스피어스, 비탈리 스트로커스                          | 2015년 8월 20일  | 2016년 2월 17일    | 1.57                   |
| 함께 놀다가 크게 싸움을 하면서 사이가 틀어진 제프와 스모. 둘은 절교하겠다며 서로 이름만 들어도 치를 떤다. 둘 사이에 낀 클라렌스는 제프와 스모와 따로따로 노느라 몸이 부서질 지경이다. |                                                    |                                                                                 |                                                             |                  |                    |                        |
| 49 | "꿈속에서" "In Dreams"                             | 넬슨 볼스                                                                       | 비탈리 스트로커스, 샘 킹                                    | 2015년 8월 27일  | 2016년 2월 24일    | 1.17                   |
| 엄마가 외출하고 채드와 둘만 남아 꿈에 관한 TV를 보다가 잠든 클라렌스. 제레미라는 꿈속 꼬마를 만나고 한참을 즐겁게 노는데 갑자기 이상한 느낌이 들기 시작한다. |                                                    |                                                                                 |                                                             |                  |                    |                        |
| 50 | "밸런스" "Balance"                                 | 스펜서 로스벨                                                                   | 티파니 포드, 미셸 신                                        | 2015년 9월 3일   | 2016년 2월 24일    | 1.17                   |
| 밸런스라는 아이가 새로 전학 온다. 그런데 걸걸한 목소리를 뽐내며 불량배처럼 껄렁거리더니, 어지간하면 모두를 좋아하는 클라렌스마저 적으로 돌리는 저력을 발휘한다. |                                                    |                                                                                 |                                                             |                  |                    |                        |
| 51 | "유령의 집" "Spooky Boo"                           | 토니 인판테                                                                     | 멜리사 후아레스, 매튜 양                                    | 2015년 10월 27일 | 2015년 11월 25일   | 1.24                   |
| 할로윈이 되자 아이들은 저마다 분장을 하고 이 날을 즐긴다. 그런데 클라렌스에게는 꼬마 유령에게 잔뜩 겁을 먹었던 지난 할로윈의 악몽이 있다. 언덕 위에 자리한 정체를 모를 으스스한 집에 들어가게 된 클라렌스와 일당들은 저마다의 유령을 찾으며 기뻐하기도, 겁을 내기도 하는데 클라렌스 앞    |                                                    |                                                                                 |                                                             |                  |                    |                        |

### 시즌 2
| 전체 번호                                                                                         | 시즌 번호 | 제목                                                           | 작가                            | 스토리                                                         | 스토리보드                                         | 본 방송 날짜    | 대한민국 방송 날짜 | 미국 시청자 수 (100만) |
| ------------------------------------------------------------------------------------------------- | --------- | -------------------------------------------------------------- | ------------------------------- | -------------------------------------------------------------- | -------------------------------------------------- | --------------- | ------------------ | ---------------------- |
| 52                                                                                                | 1         | "범인 찾기" "The Interrogation"                                | 스펜서 로스벨                   | 넬슨 볼스, 스펜서 로스벨, 토니 인판테                          | 니키 양, 스티븐 P. 니어리                          | 2016년 1월 18일 | 2016년 2월 24일    | 1.35                   |
| 클라렌스는 집에 있던 사탕이 사라진 후 집에 있던 사람들을 의심한다. 이를 통해서 스모가 죽어버린다. |           |                                                                |                                 |                                                                |                                                    |                 |                    |                        |
| 53                                                                                                | 2         | "사라진 놀이터" "Lost Playground"                              | 토니 인판테                     | 넬슨 볼스, 스펜서 로스벨, 토니 인판테                          | 제이슨 드와이어, 로이 카마초                       | 2016년 1월 18일 | 2016년 2월 24일    | 1.25                   |
| 54                                                                                                | 3         | "버드맨" "Bird Boy Man"                                        | 토니 인판테                     | 스펜서 로스벨, 토니 인판테, 샘 크레머스-네델                   | 토니 포드, 미셸 신                                 | 2016년 1월 19일 | 2016년 2월 24일    | 1.04                   |
| 55                                                                                                | 4         | "선인장에게 자유를" "Freedom Cactus"                           | 스펜서 로스벨, 샘 크레머스-네델 | 넬슨 볼스, 스펜서 로스벨, 토니 인판테, 샘 크레머스-네델        | 토니 포드, 미셸 신                                 | 2016년 1월 20일 | 2016년 3월 2일     | 1.10                   |
| 56                                                                                                | 5         | "신나는 비행기" "Plane Excited"                                | 샘 크레머스-네델                | 넬슨 볼스, 스펜서 로스벨, 토니 인판테, 샘 크레머스-네델        | 니키 양, 스티븐 P. 니어리                          | 2016년 1월 20일 | 2016년 3월 3일     | 1.06                   |
| 57                                                                                                | 6         | "우주 저편에서의 탈출" "Escape from Beyond the Cosmic"         | 토니 인판테                     | 넬슨 볼스, 스펜서 로스벨, 토니 인판테                          | 스투 리빙스턴, 레이 수                             | 2016년 1월 22일 | 2016년 3월 9일     | 정보 없음              |
| 59                                                                                                | 8         | "타임머신" "Time Crimes"                                       | 샘 크레머스-네델                | 스펜서 로스벨, 토니 인판테, 샘 크레머스-네델                   | 샘 킹, 비탈리 스트로커스                           | 2016년 2월 4일  | 2016년 7월 2일     | 정보 없음              |
| 60                                                                                                | 9         | "토요일의 등교" "Saturday School"                              | 토니 인판테                     | 스펜서 로스벨, 토니 인판테, 샘 크레머스-네델                   | 티파니 포드, 미셸 신                               | 2016년 2월 11일 | 2016년 7월 9일     | 정보 없음              |
| 61                                                                                                | 10        | "외계인 친구 만들기" "Attack the Block Party"                  | 샘 크레머스-네델                | 스펜서 로스벨, 토니 인판테, 샘 크레머스-네델                   | 마크 갈레즈, 스튜 리빙스턴                         | 2016년 2월 18일 | 2016년 7월 23일    | 정보 없음              |
| 62                                                                                                | 11        | "나홀로 견학" "Field Trippin'"                                 | 토니 인판테                     | 스펜서 로스벨, 토니 인판테, 샘 크레머스-네델                   | 샘 킹, 비탈리 스트로커스                           | 2016년 2월 25일 | 2016년 7월 30일    | 정보 없음              |
| 63                                                                                                | 12        | "아이스크림 사냥" "Ice Cream Hunt"                             | 샘 크레머스-네델                | 스펜서 로스벨, 토니 인판테, 샘 크레머스-네델                   | 케이티 얼드워스, 제이슨 드와이어                   | 2016년 3월 3일  | 2016년 8월 6일     | 정보 없음              |
| 64                                                                                                | 13        | "회사 체험" "Company Man"                                      | 닉 크론-디비코                  | 스펜서 로스벨, 토니 인판테, 샘 크레머스-네델, 닉 크론-디비코   | 티파니 포드, 미셸 신                               | 2016년 3월 10일 | 2016년 8월 13일    | 정보 없음              |
| 65                                                                                                | 14        | "그루터기 박기" "Stump Brothers"                               | 샘 크레머스-네델                | 스펜서 로스벨, 토니 인판테, 샘 크레머스-네델                   | 스튜 리빙스턴, 마크 갈레즈                         | 2016년 3월 17일 | 2016년 8월 20일    | 정보 없음              |
| 66                                                                                                | 15        | "동물 세상 이야기" "The Tails of Mardrynia"                    | 토니 인판테                     | 스펜서 로스벨, 토니 인판테, 샘 크레머스-네델, 스티븐 P. 니어리 | 제이슨 드와이어, 케이티 얼드워스, 스티븐 P. 니어리 | 2016년 3월 25일 | 2016년 11월 5일    | 정보 없음              |
| 67                                                                                                | 16        | "클라렌스와 쿠건의 눈" "Clarence Wendle and the Eye of Coogan" | 토니 인판테                     | 스펜서 로스벨, 토니 인판테, 샘 크레머스-네델, 스티븐 P. 니어리 | 샘 킹, 비탈리 스트로커스                           | 2016년 3월 25일 | 2016년 11월 19일   | 1.05                   |
| 68                                                                                                | 17        | "몰래 만든 예고편" "Sneaky Peeky"                              | 토니 인판테                     | 스펜서 로스벨, 토니 인판테, 샘 크레머스-네델                   | 샘 킹, 비탈리 스트로커스                           | 2016년 3월 29일 | 2016년 8월 27일    | 정보 없음              |
| 70                                                                                                | 19        | "스케이트 타는 스모" "Skater Sumo"                             | 샘 크레머스-네델                | 스펜서 로스벨, 토니 인판테, 샘 크레머스-네델, 스티븐 P. 니어리 | 제이슨 드와이어, 케이티 얼드워스                   | 2016년 4월 28일 | 2017년 4월 2일     | 정보 없음              |
| 71                                                                                                | 20        | "미스터리 소녀" "Mystery Girl"                                 | 토니 인판테                     | 스펜서 로스벨, 토니 인판테, 샘 크레머스-네델, 스티븐 P. 니어리 | 티파티 포드, 미셸 신                               | 2016년 5월 5일  | 2017년 4월 8일     | 정보 없음              |
| 72                                                                                                | 21        | "베이커의 빈 자리" "The Substitute"                            | 샘 크레머스-네델                | 스펜서 로스벨, 토니 인판테, 샘 크레머스-네델, 스티븐 P. 니어리 | 스튜 리빙스턴, 마크 갈레즈                         | 2016년 5월 12일 | 2017년 4월 9일     | 정보 없음              |
| 73                                                                                                | 22        | "교실에서" "Classroom"                                         | 토니 인판테                     | 스펜서 로스벨, 토니 인판테, 샘 크레머스-네델, 스티븐 P. 니어리 | 샘 킹, 레이 수                                     | 2016년 5월 19일 | 2017년 4월 15일    | 정보 없음              |
| 74                                                                                                | 23        | "혼자 있고 싶은데…" "Dullance"                                 | 토니 인판테                     | 스펜서 로스벨, 토니 인판테, 샘 크레머스-네델, 스티븐 P. 니어리 | 케이티 얼드워스, 제이슨 드와이어                   | 2016년 5월 26일 | 2017년 4월 16일    | 정보 없음              |
| 75                                                                                                | 24        | "제프의 비밀" "Jeff's Secret"                                  | 샘 크레머스-네델                | 스펜서 로스벨, 토니 인판테, 샘 크레머스-네델, 스티븐 P. 니어리 | 티파니 포드, 미셸 신                               | 2016년 6월 2일  | 2017년 4월 22일    | 정보 없음              |

### 시즌 3
| 전체 번호 | 시즌 번호 | 제목             | 작가        | 스토리                                                         | 스토리보드             | 본 방송 날짜    | 미국 시청자 수 (100만) |
| --- | --------- | ---------------- | ----------- | -------------------------------------------------------------- | ---------------------- | --------------- | ---------------------- |
| 91 | 1         | "Sumo Goes West" | 토니 인판테 | 스펜서 로스벨, 토니 인판테, 샘 크레머스-네델, 스티븐 P. 니어리 | 티파니 포드, 타일러 첸 | 2017년 2월 10일 | 0.95                   |
| 시장이 스모의 집을 웨스트 애버데일의 학군에 편입함에 따라 스모는 학교를 옮기게 됐지만, 클라렌스는 그의 전학을 부정한다. |           |                  |             |                                                                |                        |                 |                        |